# Ascas
|  | Per a altres significats, vegeu «Ascas (Tarn i Garona)». |

Ascas (occità) o Asques (francès) és un municipi francès al departament de la Gironda (regió de la Nova Aquitània).
| 1962                                       | 1968 | 1975 | 1982 | 1990 | 1999 | 2007 |
| ------------------------------------------ | ---- | ---- | ---- | ---- | ---- | ---- |
| 315                                        | 378  | 382  | 414  | 444  | 474  | 476  |
| Des de 1962: població sense dobles comptes |      |      |      |      |      |      |